# Żółwino, Hạt Kamień
Żółwino [ʐuu̯ˈvinɔ] là một ngôi làng thuộc khu hành chính của Gmina Wolin, thuộc quận Kamień, West Pomeranian Voivodeship, ở phía tây bắc Ba Lan. Nó nằm khoảng 13 kilômét (8 mi) phía bắc của Wolin, 14 km (9 mi) về phía tây Kamień Pomorski và 60 km (37 mi) phía bắc thủ đô khu vực Szczecin.
Làng có dân số 20 người.